# الدوري الشمالي الممتاز 1968–69
الدوري الشمالي الممتاز 1968–69 هو موسم من دوري الشمال الممتاز ‏. فاز فيه ماكليسفيلد تاون.